# Rhagoletis tabellaria
Rhagoletis tabellaria
 es una especie de insecto del género Rhagoletis de la familia Tephritidae del orden Diptera. Fitch la describió en 1855.
Las alas tienen cuatro bandas negras. El cuerpo es predominantemente negro, con escutelo blanco. Se alimenta de especies de Cornus. Se encuentra en Canadá y Estados Unidos.